# Heinz Mack

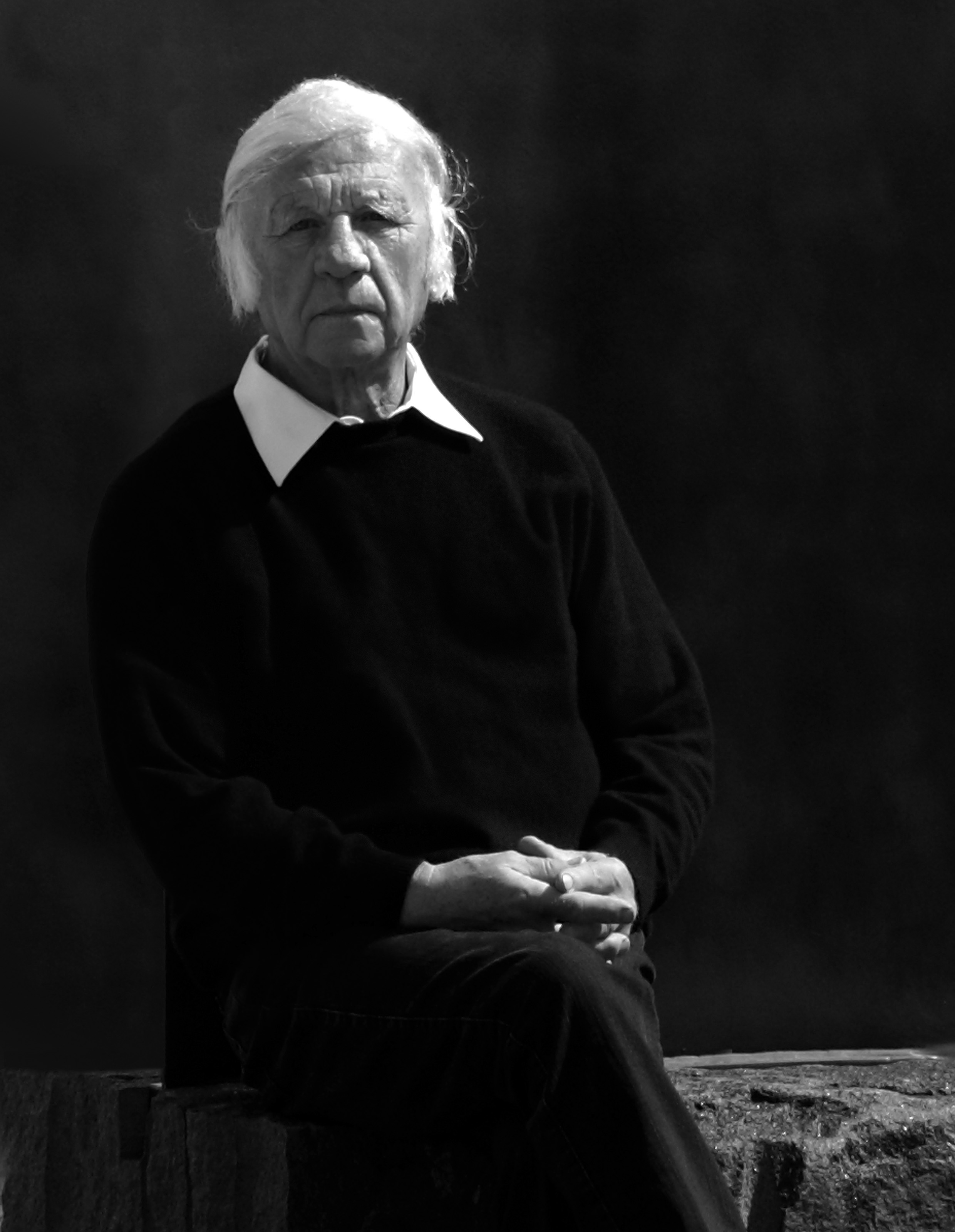
Heinz Mack (2011)

Otto Heinz Mack (* 8. März 1931 in Lollar, Hessen) ist ein deutscher Bildhauer und Maler und Mitbegründer der international einflussreichen ZERO-Gruppe. Bekannt geworden ist Mack durch seine experimentellen Lichtreliefs sowie seine Licht-Installationen in der Wüste, die zu den frühesten Beispielen der Land Art zählen. Er ist mehrfacher documenta-Teilnehmer und vertrat 1970 Deutschland auf der Biennale in Venedig.

## Leben und Werk
Heinz Mack wurde 1931 im hessischen Lollar geboren. Ab 1950 studierte er an der Kunstakademie in Düsseldorf, ab 1953 Philosophie an der Universität in Köln. Seine Ausbildung schloss er mit dem Staatsexamen in Kunsterziehung und Philosophie 1956 ab.

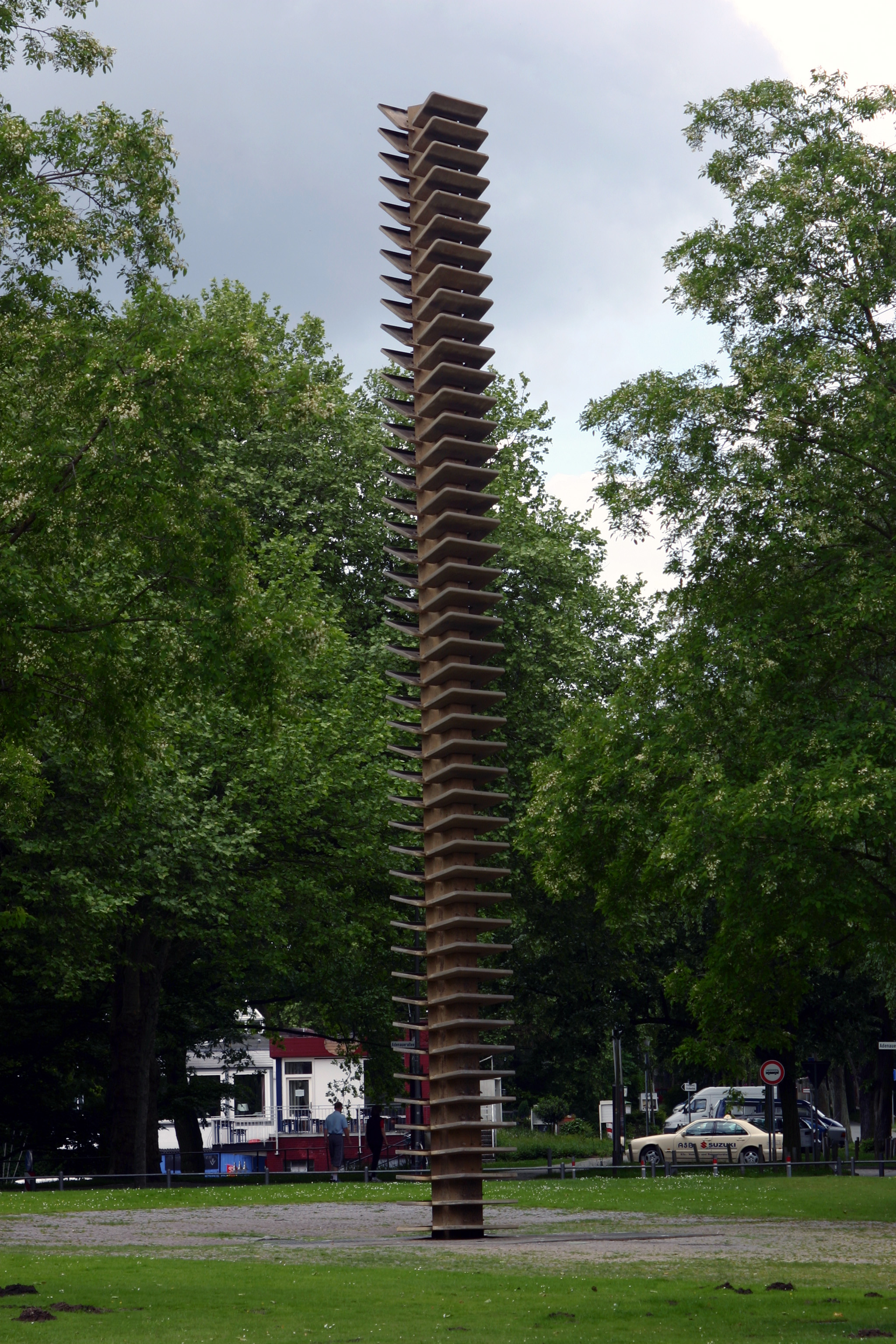
Heinz Mack: Wasserskulptur, Münster, Himmelreichallee, im Juni 2006

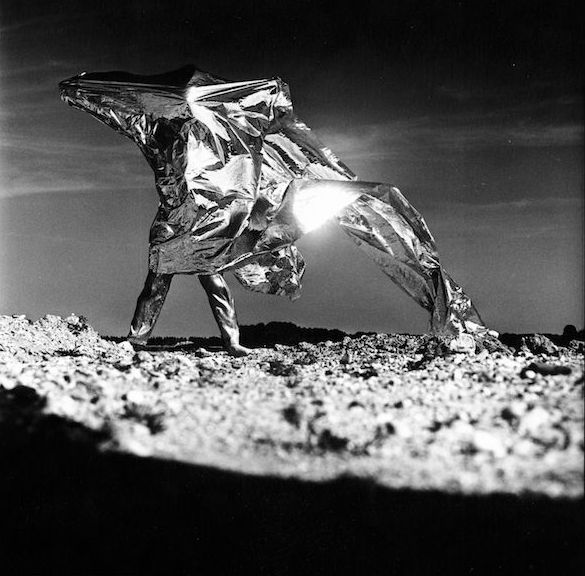
Heinz Mack fotografiert von Lothar Wolleh (ca. 1970)

Zusammen mit Otto Piene bezog er 1955 ein Atelier in der Gladbacher Straße 69 in Düsseldorf. Für Heinz Mack war diese Zeit künstlerisch wegweisend und geprägt durch das permanente Experimentieren mit Material, Licht und Bewegung. Neben den Dynamischen Strukturen in der Malerei schuf Mack zahlreiche skulpturale Werke wie vibrierende Lichtreliefs, monumentale Lichtstelen oder lichtreflektierende Kuben. Ab 1958 entstanden erste sogenannte Rotoren, bei denen mit Reliefstrukturen versehene Elemente mittels Motoren bewegt werden. Neben dem Licht spielte fortan auch die Bewegung eine zentrale Rolle in seinem Werk und machte ihn zu einem der Hauptvertreter der Kinetischen Kunst. Als Konrad Adenauer 1957 in Bezug auf den Wahlkampf für seine Kanzlerkandidatur überall in Düsseldorf an Litfaßsäulen Plakate mit dem Spruch „Keine Experimente!“ hängen ließ, strich Heinz Mack mit Pinsel und Farbe auf den Plakaten das Wort „Keine“ durch, bis ihn die Polizei wegen Sachbeschädigung verhaftete.
Am 11. April 1957 veranstaltete Mack zusammen mit Piene in den Atelierräumen der Gladbacher Straße die 1. Abendausstellung. Aus dieser Veranstaltungsreihe ging schließlich die von Otto Piene und Heinz Mack initiierte ZERO Gruppe hervor. Der Begriff „ZERO“ wurde bereits im Herbst 1957 geprägt; als offizielles Gründungsereignis gilt jedoch meist die am 24. April 1958 veranstaltete 7. Abendausstellung, die unter dem Titel Das rote Bild stand und bei der auch die erste Nummer der Zeitschrift ZERO erschien. Im selben Jahr noch nahm Mack an der documenta II teil. Günther Uecker kam 1961 als drittes Kernmitglied der Gruppe dazu. Mit Uecker und Piene arbeitete Mack ab 1961 an den Lichtmühlen. 1964 nahm Mack gemeinsam mit Piene und Uecker an der documenta III in Kassel teil, wo sie den Lichtraum (Hommage à Fontana) zeigten, der sich heute in der Sammlung des Museum Kunstpalast, Düsseldorf, befindet.
1959 formulierte Mack das so genannte Sahara-Projekt und installierte ab 1962/63 mehrfach in den Wüsten Afrikas seinen Jardin artificiel bestehend aus Sandreliefs, Kuben, Spiegeln, Flügelreliefs, Segeln, Fahnen und monumentalen Lichtstelen. Im Jahr 1968 entstand der viel beachtete und prämierte Film Tele-Mack, in dem Mack die Energie und die Kraft des Lichts experimentell erforscht und dokumentiert. Mack besuchte hierfür gemeinsam mit Regisseur Hans Emmerling die tunesische Wüste. 1976 reiste er für die Realisierung seiner utopischen Projekte und Ideen in das Grand Erg Oriental in Algerien und erstmals in die Arktis. Dort erweiterte er das Repertoire seiner skulpturalen Objekte um schwimmende Plexiglaskörper, Licht-Blumen, prismatische Pyramiden, Eiskristalle und Feuer-Flöße. Im selben Jahr publizierte er mit dem Fotografen Thomas Höpker das Buch Expedition in künstliche Gärten, in dem Fotos der künstlerischen Reise in die algerische Wüste und in die Arktis festgehalten sind.
1970 war Mack auf der Biennale in Venedig mit dem deutschen Beitrag (zusammen mit Thomas Lenk, Georg Karl Pfahler und Günther Uecker) vertreten. Im selben Jahr erhielt er eine Professur für einen Lehrauftrag in Osaka (Japan) und wurde ordentliches Mitglied der Akademie der Künste, Berlin, der er bis 1992 angehörte. 1972 installierte er im Münchner Olympiapark in einem Wasserbassin Pumpen und Scheinwerfer, so dass eine bis zu 36 Meter hohe Wasserwolke entstand. 1977 nahm der Künstler wiederum an der Kasseler documenta teil. Mack nahm als ordentliches Mitglied des Deutschen Künstlerbundes zwischen 1961 und 1986 an vielen Jahresausstellungen des DKB teil.
Im September 1984 verlor Mack in Mönchengladbach sein Atelier in einem denkmalgeschützten Fachwerkhaus, dem Huppertzhof, durch einen Brand, wobei viele Kunstwerke beschädigt oder vernichtet wurden. Zu Schaden kam damals auch eine Mack-Sammlung von Kunstwerken bedeutender Künstlerfreunde wie Joseph Beuys, Piero Manzoni, Yves Klein und Lucio Fontana, die dann nur „restauriert“ – und zunächst dem Kunsthändler Helge Achenbach verkauft wurden. Achenbach gab sie jedoch kurze Zeit später an Mack zurück, da wegen angeblichen Neubearbeitungen und Retuschierungen die Autorenschaften der Werke angezweifelt wurden. Mack widersprach der Darstellung Achenbachs.
1991 wurden die künstlerischen Arbeiten zur zentralen Raum- und Glas-Skulptur im pyramidenförmigen Beisel-Haus (Monheim am Rhein), nun als Mack-Pyramide im Besitz der Monheimer Kulturwerke bekannt, mit Architekt Horst Schmitges, abgeschlossen. Ziel des Bauherren Günther Beisel war es, ein von Kunst, Natur und Innovation geprägtes Arbeitsumfeld mit einem Optimum an Arbeitsqualität zu schaffen.
Im Dezember 2008 wurde die ZERO foundation mit dem Ziel gegründet, die zentralen Themen und Aspekte von ZERO zu erhalten, zu erforschen und zu fördern. Das Solomon R. Guggenheim Museum in New York eröffnete im Oktober 2014 eine bedeutende ZERO-Ausstellung, die 2015 im Martin-Gropius-Bau (Berlin), im Stedelijk Museum (Amsterdam) sowie im Sakip Sabanci Museum (Istanbul) präsentiert wurde. Insgesamt wurde diese Gruppenausstellung von fast 700.000 Kunstinteressierten besucht.
Im Juni 2014 wurde das Skulpturen-Ensemble The Sky Over Nine Columns auf der Insel San Giorgio Maggiore in Venedig enthüllt. Die neun Pfeiler, jeweils acht Meter hoch, sind mit über 850.000 vergoldeten Mosaiksteinen bedeckt. Von September 2015 bis Mai 2016 erstrahlten die Pfeiler vor dem Sakip Sabanci Museum in Istanbul mit Blick auf den Bosporus. Von Juni bis November 2016 waren sie in Valencia in der Ciudad de las Artes y las Ciencias zu sehen und korrespondierten dort eindrucksvoll mit der futuristischen Architektur von Santiago Calatrava. Von Dezember 2016 bis April 2017 wurde das Skulpturenensemble am Ufer des St. Moritzsees im Schweizer Engadin präsentiert.
Seit August 2021 ist es am Aubachsee in Montabaur beheimatet.
Im Sommer 2015 wählte der Akademie-Senat der Staatlichen Kunstakademie Düsseldorf den Künstler einstimmig zum Ehrenmitglied. Des Weiteren fanden 2015 drei umfassende Einzelausstellungen im Museum Frieder Burda (Baden-Baden), im Ulmer Museum (Ulm) und im Museum Küppersmühle (Duisburg) statt. Im Jahr 2016 widmete das Sakip Sabanci Museum in Istanbul Mack eine umfassende Einzelausstellung. 2018 folgte eine Sonderausstellung zu Mack und Goethe im Goethe-Museum (Düsseldorf). 2019 fand im Musée Théodore Monod d’art africain in Dakar, Senegal, die erste Ausstellung von Mack auf dem afrikanischen Kontinent statt. Zum 90. Geburtstag von Mack wurde im Düsseldorfer Kunstpalast eine umfassende Ausstellung zu seinem Frühwerk präsentiert.
Mack ist Erstunterzeichner des in der Zeitschrift Emma veröffentlichten Offenen Briefs an Bundeskanzler Scholz vom 29. April 2022, der sich gegen Waffenlieferungen an die Ukraine nach dem russischen Überfall auf die Ukraine ausspricht.
Heinz Mack entwarf zahlreiche monumentale Skulpturen für den öffentlichen Raum, so etwa:
- Skulptur für den Himmel (1976), an der Universitätsbibliothek der Universität der Bundeswehr, München
- Wasserplastik[24] (1977), Münster
- Identifikationsplastik (1979), Osnabrück
- Columne pro Caelo (1984), Roncalliplatz, Köln
- Lichtpfeiler[25] (1983–1987), am Europa-Center, Berlin
- Große Stele[26] (1989–1990), vor dem Mercedes-Benz Museum, Stuttgart
- Formen des Wachstums (1992), vor dem Kreisständehaus in Grevenbroich[27]
- Lichtstele in der arabischen Wüste (1997)
- Sieben Stelen (2000), vor der Hypothekenbank in Essen
- Wandgestaltung für die Bertelsmann Kommandantur, Unter den Linden zu Berlin (2003)
- Großer Vertikaler Rhythmus (2008), vor der Stadtsparkasse Langenfeld (Rheinland)

Licht ist das zentrale Thema in der gegenstandslosen Kunst von Heinz Mack. In rund 400 Einzelausstellungen und zahlreichen Gruppenausstellungen wurden seine Arbeiten bis heute der Öffentlichkeit zugänglich gemacht. Seine Werke sind in 140 öffentlichen Sammlungen vertreten. Eine Vielzahl von Büchern, Katalogen sowie zwei Filme dokumentieren sein Schaffen. Heute lebt der Künstler in Mönchengladbach und auf Ibiza.

## Auszeichnungen
- 1959: Kunstpreis der Stadt Krefeld
- 1963: Premio Marzotto
- 1965: 1. Prix des arts plastiques der 4. Biennale de Paris
- 1970: Ehrende Anerkennung der Jury Allgemeine Programme beim Adolf-Grimme-Preis (zusammen mit Hans Emmerling und Edwin K. Braun)
- 1979: 1. Preis des internationalen Wettbewerbs Licht 79 der Niederlande
- 1987: Verdienstorden des Landes Nordrhein-Westfalen[29]
- 1992: Großer Kulturpreis der Sparkassen-Kulturstiftung Rheinland
- 2004: Großes Verdienstkreuz der Bundesrepublik Deutschland
- 2009: Ehrenring der Stadt Mönchengladbach
- 2011: Großes Verdienstkreuz mit Stern der Bundesrepublik Deutschland[30]
- 2012: Preis der Kulturstiftung Dortmund
- 2016: Jan-Wellem-Ring der Stadt Düsseldorf[31]
- 2017: Moses Mendelssohn Medaille

## Ausstellungen
- 1957: Galerie Schmela, Düsseldorf
- 1965: Zusammen mit Otto Piene und Günther Uecker, Zero, Kestner-Gesellschaft, Hannover (Katalog)
- 1972: Musée d’art moderne de la Ville de Paris
- 1973: Stedelijk van Abbemuseum, Eindhoven
- 1977: Kunsthalle Düsseldorf
- 1978: Galerie Unac, Tokio
- 1981: Galerie Lauter[32], Mannheim
- 1985: Galerie Lauter[33]
- 1992: Galerie Lauter[34]
- 1998: Liechtensteinische Staatliche Kunstsammlungen, Vaduz
- 2002: Museo Nacional de Cerámica, Valencia
- 2006: ZERO, Museum Kunstpalast, Düsseldorf
- 2006: Transit zwischen Okzident und Orient. Faszination und Inspiration der islamischen Kultur im Werk von Heinz Mack, Museum für Islamische Kunst im Pergamon-Museum Berlin
- 2009: Licht der ZERO-Zeit,[35] Ludwig Museum Koblenz
- 2009: 3. Moskau Biennale
- 2009/10: Zeichnungen und keramische Skulpturen,[36] Stadtmuseum Hofheim am Taunus
- 2011: Retrospektive zum 80. Geburtstag Licht-Raum-Farbe, Kunst- und Ausstellungshalle der Bundesrepublik Deutschland, Bonn
- 2011: Retrospektive zum 80. Geburtstag 12 Werke aus 6 Jahrzehnten, Kurator Christoph Vitali, Samuelis Baumgarte Galerie, Bielefeld
- 2011: Die Sprache meiner Hand, Museum Kunstpalast, Düsseldorf
- 2011: Kinetik, Museum Abteiberg, Mönchengladbach
- 2012: Zwischen den Zeiten, Museum Ostwall, Dortmund[37]
- 2015: Heinz Mack. Licht Schatten, Museum Frieder Burda, Baden-Baden
- 2015/16: Mack. Apollo in meinem Atelier, Museum Küppersmühle für Moderne Kunst, Duisburg
- 2016: Heinz Mack. Von Zeit zu Zeit, W&K – Wienerroither & Kohlbacher, Wien[38]
- 2014 – 2016: The Sky Over Nine Columns. Installation, parallel zur Architektur-Biennale von Venedig 2014, neun 7,5 Meter hohe Pfeiler, mit mehr als 850.000 goldenen Mosaiksteinen überzogen.[39] Anschließend Stationen in Istanbul, Valencia und St. Moritz (2016).[40]
- 2019: Heinz Mack – Mouvement et Lumière / Movement and Light, Musée Théodore Monod d’art africain, Dakar, Senegal, 1. März – 26. April 2019
- 2019: Mack – Collagen, Galerie Geiger, Konstanz
- 2021: Heinz Mack, Kunstpalast, Düsseldorf
- 2021: Heinz Mack. Werke im Licht, Museum Ritter, Waldenbuch
- 2021/22: Heinz Mack. Skulpturen, Skulpturenpark Waldfrieden, Wuppertal
- 2022: Heinz Mack – Vibration of Light / Vibrazione della luce, Biblioteca Nazionale Marciana, Venedig
- 2023: Heinz Mack – Das Licht in mir, Osthaus Museum, Hagen
- 2023: Mack – Malerei, Galerie Beck & Eggeling, Düsseldorf
- 2023: Mack im ZKM, ZKM, Karlsruhe
- 2025: Heinz Mack | From ZERO until Today, Almine Rech Gallery, New York

## Fotos

Helios (1969), Flughafen, Düsseldorf. Die kinetische Lichtskulptur wurde durch einen Großbrand 1996 stark beschädigt und vom Künstler 2006 in abgewandelter Form erneuert.
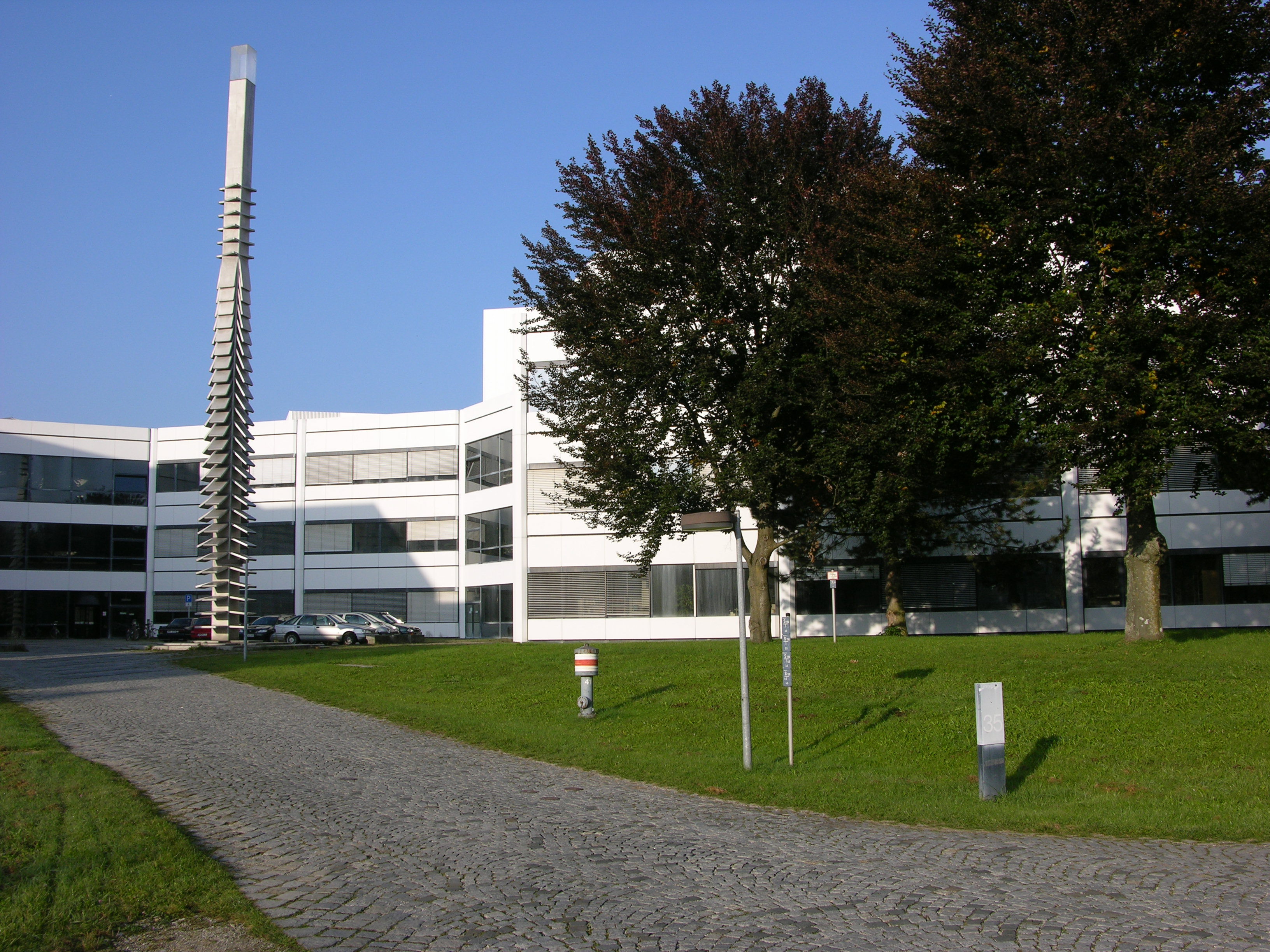
Skulptur für den Himmel (1976), Universitätsbibliothek der Universität der Bundeswehr, München
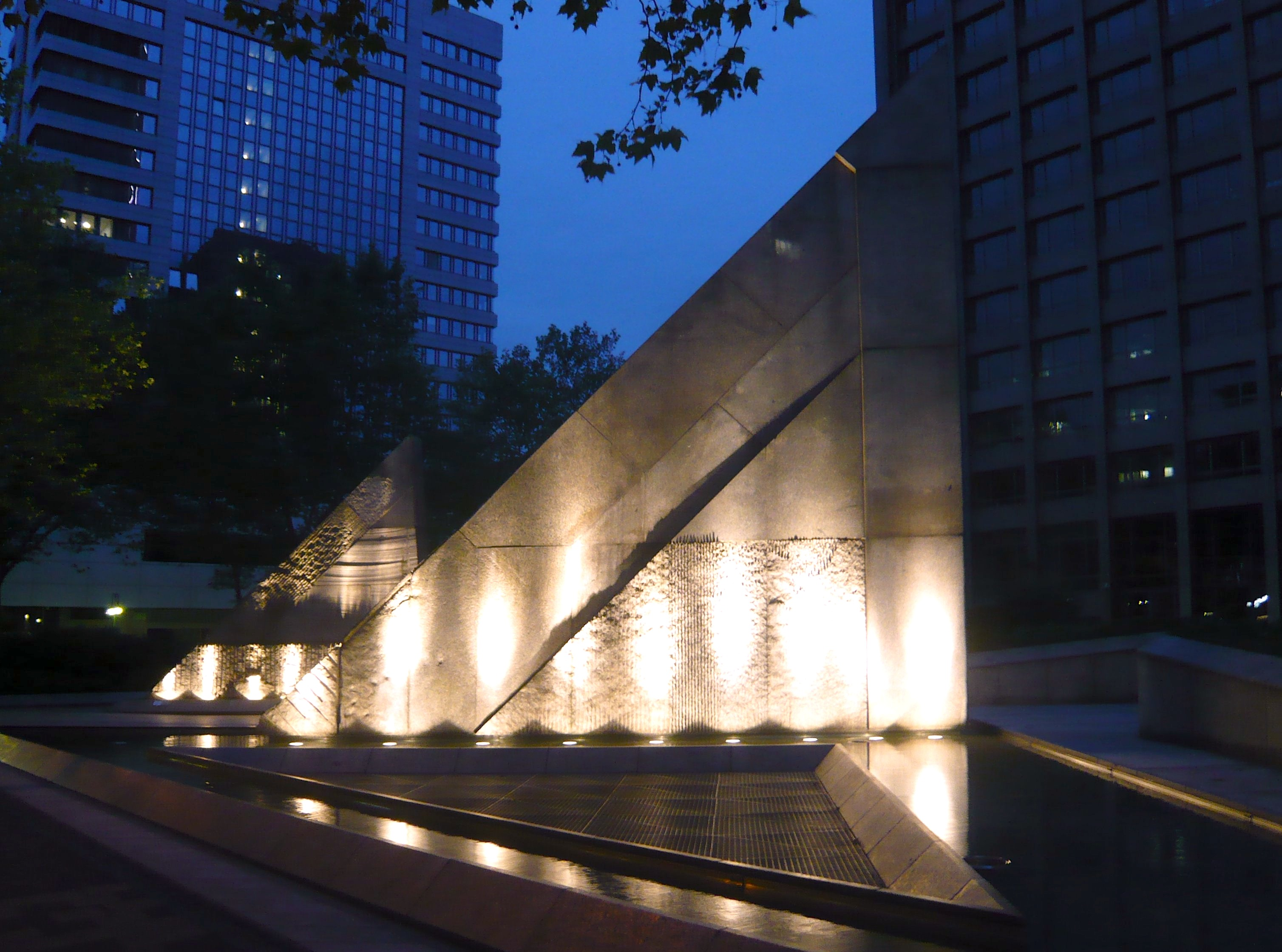
Raumkeile, Granit (1978), Königsallee, Düsseldorf
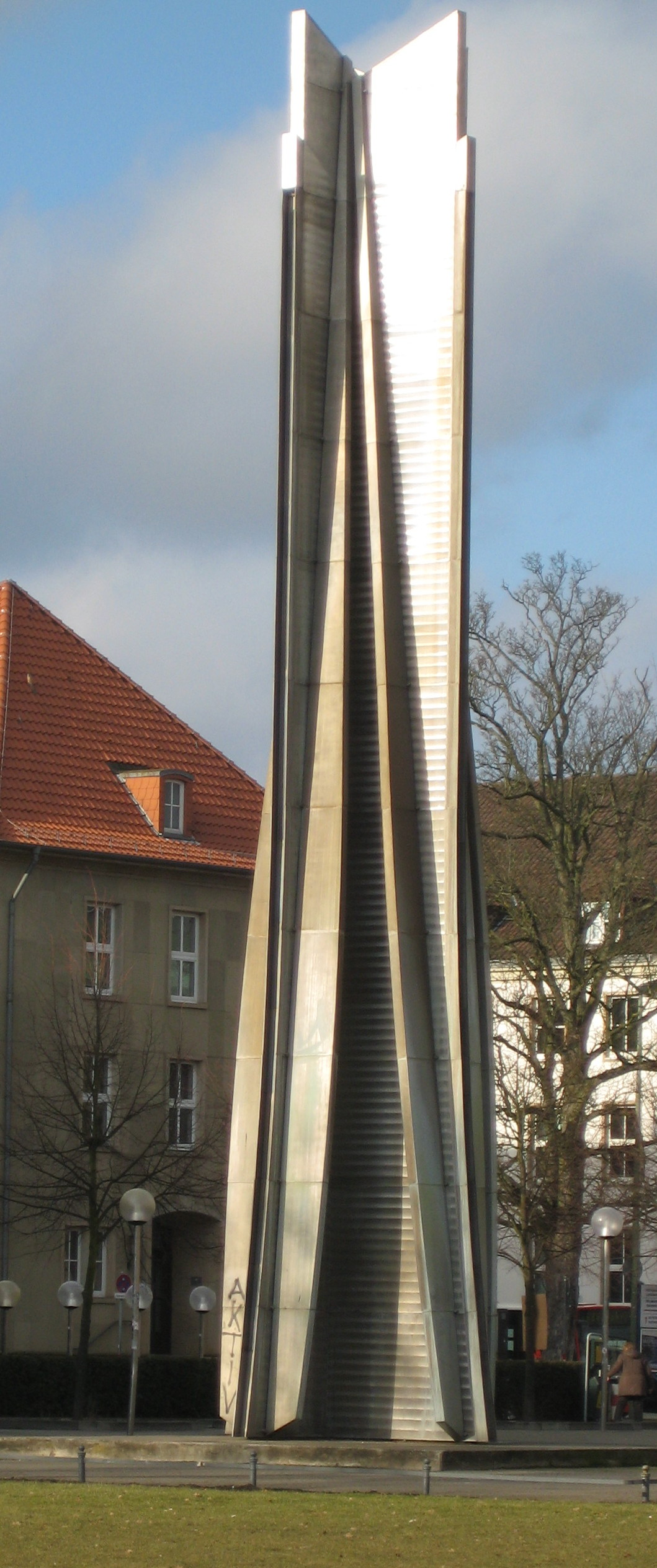
Identifikationsplastik (1979), Osnabrück
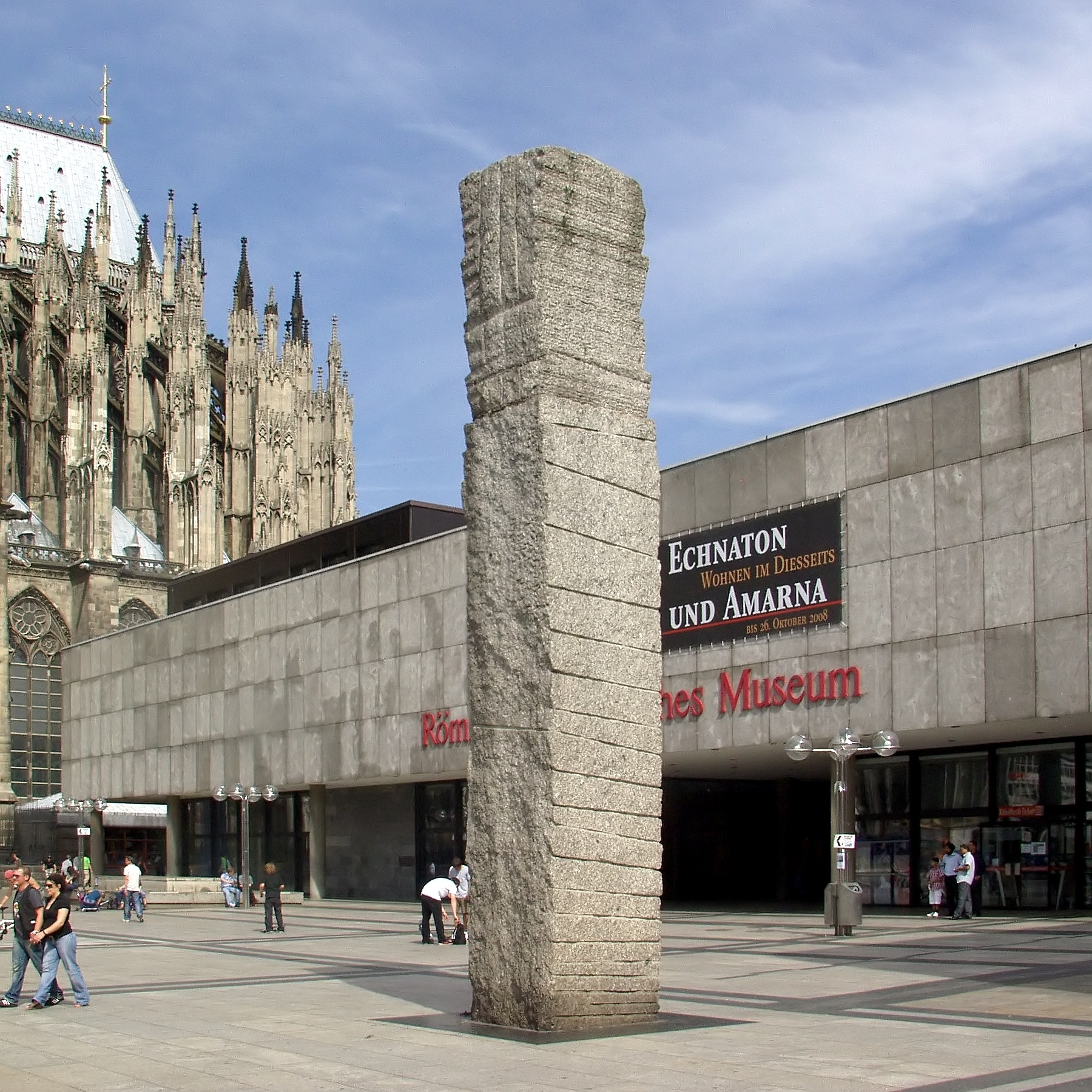
Columne pro Caelo (1984), Roncalliplatz, Köln
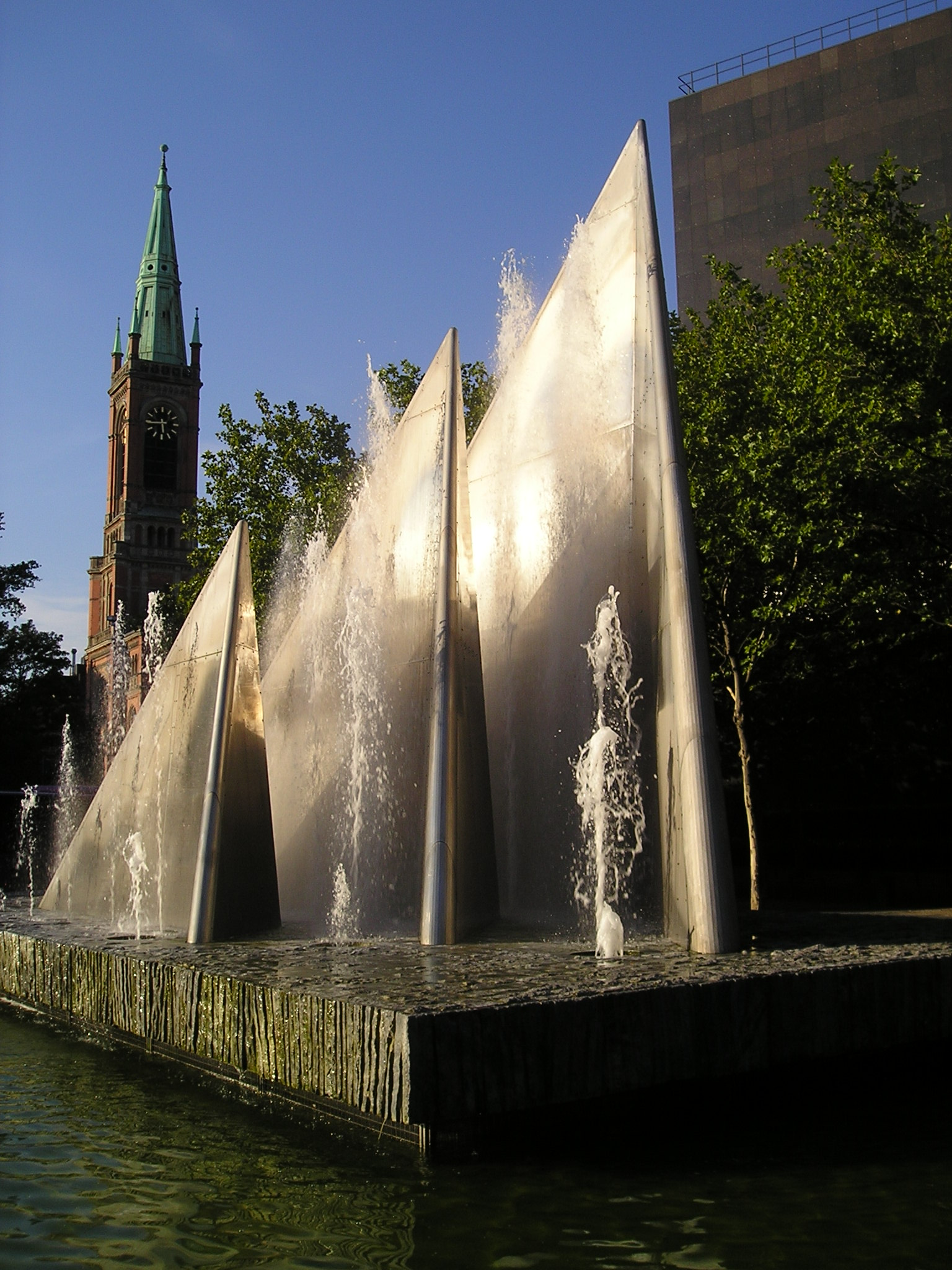
Dreisegelbrunnen (1988), Platz der deutschen Einheit, Düsseldorf
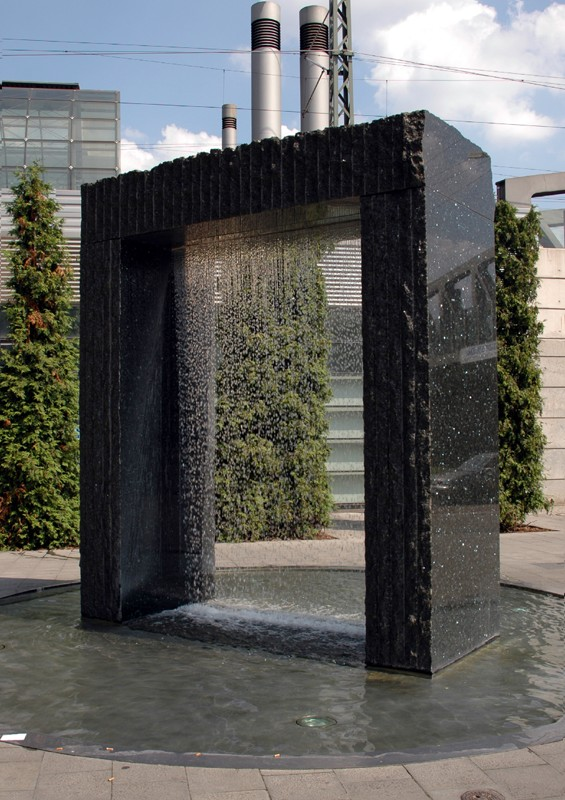
Wassertor (2001), Brunnen vor den Arcaden, Berlin-Spandau
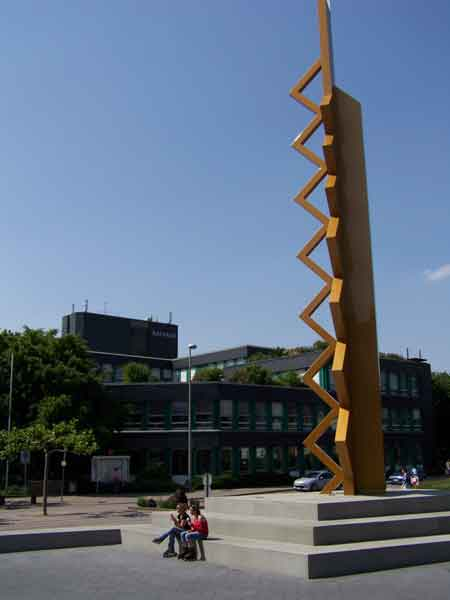
Großer Vertikaler Rhythmus (2008), Stadtsparkasse Langenfeld (Rheinland)

## Zitate
- Heinz Mack 1961: „… Der offene und tiefe Raum, der noch im Horizont nicht seine Begrenzung finden will, ist die freie Sphäre für den Blick meiner Augen, der die Nähe und die Ferne richtungslos, absichtslos und ohne Schwere durcheilt, bis mein Blick zu mir zurückkehrt. Die Erfahrung der Weite bleibt bei mir. In solchen Räumen breitet sich die Klarheit des Lichtes und die Fülle der Ruhe beständig aus. Durch das Licht hat der Raum seine Sinnlichkeit, seine Atmosphäre, seine Transparenz. Das Licht macht den Raum leicht…“.[41]
- Dieter Honisch 1970: „… Die Öffnung des Kunstbegriffs und gleichzeitig seine Einschränkung auf das Sichtbare, auf den Moment, in dem Faszination sich ereignet, ist zweifellos Macks persönliche und von ZERO unabhängige Leistung. Gerade diese Endlichkeit, diese(r) >Oberflächlichkeit< und Anonymität im Formalen sind die Voraussetzung dafür, daß Raum und Zeit in ihrer Unendlichkeit und Unbegrenzbarkeit sich in den Arbeiten von Mack repräsentieren lassen…“.[42]
- „Mack trieb die optimistischen Technikträume der Moderne auf die Spitze…Man kann sagen, dass Mack die hellen Seiten der utopischen deutschen Moderne wiederbelebte – allein darin ist sein Werk sehr politisch …vielleicht war es kritischer und politischer, im öffentlichen Raum Brunnen und glänzende Objekte zu schaffen, die allen gehörten und von allen besetzt und bespielt werden konnten. Mack hat nicht nur das Fernsehen zur Verbreitung einer gemeinschaftsbildenden Kunst für die Massen genutzt, sondern auch die Kunst im öffentlichen Raum.…Mack macht Kunst, die die Leute zusammenbringt durch die Idee des Fests – mit Lichtsäulen, Feuerschiffen, neuerdings auch wieder mit Farbfeldmalerei, in allen Fällen mit dem unmittelbar erfreulichen, ohne alle Umwege in die Wahrnehmung einschlagenden Effekt.“ (FAS[43])